# Настоящая блондинка
«Настоящая блондинка» (англ. The Real Blonde) — фильм режиссёра Тома Дичилло.

## Сюжет
Джо и Мэри вместе несколько лет. Но стабильной их семейную жизнь назвать нельзя — планы о ребёнке и смене жилья не могут реализоваться из-за финансовых трудностей. Джо, неудавшийся актёр, работает официантом в ресторане, хотя каждый день мечтает о звёздной роли в кино. Его актёрские амбиции не позволяют ему соглашаться на роли, которые не соответствуют его художественному уровню. Джо хочет открыть миру свой талант, финансовая сторона его интересует меньше всего. Всё бремя содержания семьи ложится на Мэри, которая работает в индустрии моды гримёром у известного фотографа.
Но однажды Мэри всё же удается заставить Джо согласиться на участие в массовке на съёмке клипа Мадонны. С этого момента главные герои погружаются в мир шоу-бизнеса, скрытый от глаз обывателей.

## В ролях
| Актёр            | Роль         |
| ---------------- | ------------ |
| Мэттью Модайн    | Джо          |
| Кэтрин Кинер     | Мэри         |
| Максвелл Колфилд | Боб          |
| Дэрил Ханна      | Келли        |
| Бриджитт Уилсон  | Сахара       |
| Марло Томас      | Блэйр        |
| Кэтлин Тёрнер    | Ди Ди Тэйлор |
| Элизабет Беркли  | Тина         |
| Денис Лири       | Дуг          |
| Стив Бушеми      | Ник          |
| Дэйв Шапелл      | Зи           |
| Кристофер Ллойд  | Эрнст        |
| Шарлин Тилтон    | камео        |